# 四街道総合公園
四街道総合公園（よつかいどうそうごうこうえん）は、千葉県四街道市和田にある総合公園。

## 概要
敷地面積が19,3haあり、四街道市民や周辺の市民が訪れる。公益財団法人の四街道市施設公社が運営を受託している。

## 主な施設
体育館、野球場、多目的運動場、テニスコート、キャンプ場、コンビネーション遊具、広域避難場所など。
運動施設、キャンプ場は、毎週月曜日（祝日の場合はその翌日）や年末年始（12月28日から1月4日）は営業していない。
野球場では、2023年にスタートするベイサイドリーグが開幕戦（千葉スカイセイラーズ対YKSホワイトキングス）を4月15日に開催する予定だったが、天候不順により中止となり、翌日の同カードが開幕戦となった。最終的に同年度は5試合を開催し、チーム主催試合最多開催球場となった。

## 交通
四街道駅から千葉内陸バス「小名木」下車、徒歩約8分。朝・夕には各一本直通バスがある。

## 千葉国体
2010年の千葉国体の銃剣道競技の開催場所となっている。